# 黄花園駅
黄花園駅（こうかえん-えき）は、中華人民共和国重慶市渝中区に位置する重慶軌道交通2号線の駅である。駅番号は203。

## 駅構造

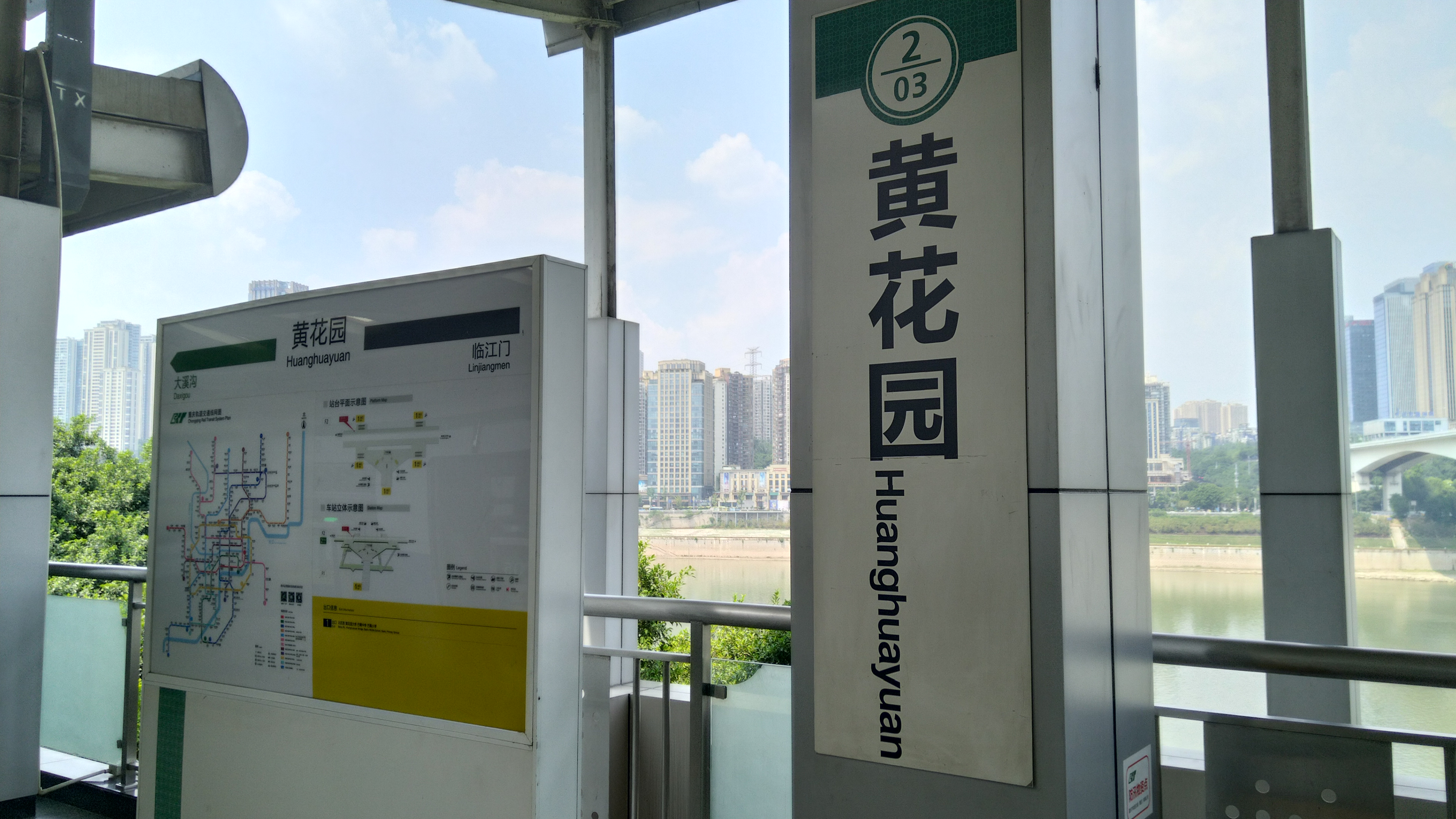
駅名標

相対式ホーム2面2線の高架駅。
| 2号線ホーム | 相対式ホーム              |
| 2号線ホーム | ←2号線 臨江門・較場口方面 |
| 2号線ホーム | 2号線 動物園・新山村方面→ |
| 2号線ホーム | 相対式ホーム              |

- 駅名標

## 駅周辺
- 両江麗景酒店
- 渝中区老幹部中心
- 鋼鉄設計院
- 重慶市中医院
- 巴蜀俊秀
- 巴蜀中学

## 歴史
- 2005年6月18日 - 開業。

## 隣の駅
重慶軌道交通
■2号線
臨江門駅 (202) - 黄花園駅 (203) - 大渓溝駅 (204)